# Mileva Marić
Mileva Marić, född 19 december 1875 i Titel i kungariket Ungern (nuvarande Serbien), död 4 augusti 1948 i Zürich i Schweiz. Hon blev den andra kvinnan som studerade matematik och fysik vid ETH Zürich. Dock resulterade hennes studier inte i någon examen, eftersom examinatorerna på ETH inte godkände henne.
Den 6 januari 1903 gifte Marić sig med sin studiekamrat Albert Einstein. De fick tillsammans tre barn, Lieserl, Hans Albert och Eduard, innan de skilde sig år 1919.
Marić hade eventuellt en viktig roll i utvecklandet av relativitetsteorin. I flera brev mellan de båda framkommer att Einstein såg henne som en viktig inspiration och samtalspartner.

## Biografi
Marić föddes i staden Titel i Österrike-Ungern (idag Serbien) och var den äldsta av tre barn. Marić hade ett brinnande intresse för matematik och fysik, och inledde studier vid ETH Zürich år 1896, där hon var den enda kvinnan i sin klass. 
Hon både studerade och undervisade i följande ämnen: differential- och integralkalkyl, deskriptiv och projektiv geometri, mekanik, teoretisk och tillämpad fysik, experimentell fysik och astronomi.

## Spekulationer kring samarbete med Einstein
Frågan huruvida, och i så fall i vilken utsträckning, Marić bidragit till Einsteins tidiga arbete kan diskuteras. Många professionella historiker inom fysik hävdar att hon inte gjorde några betydande vetenskapliga bidrag, medan andra menar att hon var en stödjande partner, som kan ha hjälpt Einstein väsentligt i hans forskning. Enligt Abram Fedorovitj Ioffe, en medlem i Sovjetunionens Vetenskapsakademi, fanns Marić efternamn med på det ursprungliga utkastet av Einsteins arbete om relativitetsteorin. När arbetet sedan publicerades för allmänheten, fanns Marićs namn inte längre med. I brevväxlingar mellan Marić och Einstein förekom ofta orden ”vi” och ”vårt” i samband med att de diskuterade olika teorier och slutsatser. Detta antyder att de samarbetade.
Dessa påståenden motsägs dock av att Ioffe aldrig påstått sig ha sett originalmanuskriptet, än mindre hävdade detta, utan menade att det var så namntraditionen såg ut i Schweiz när Einstein publicerade sina första artiklar. Något ursprungligt manuskript har alltså inte setts. Vad gäller korrespondensen mellan Einstein och Marić så finns det där i övrigt inget som talar för att teorierna var gemensamma. Tvärtom skriver både Einstein om arbetet som hans, och Mileva svarar med just påståendet om hans arbete. Till skillnad från brev, som Einstein skrev till andra kollegor, finns inte heller några matematiska beräkningar eller teoretiska diskussioner inkluderade i breven till Marić.